# Viedma-Carmen de Patagones

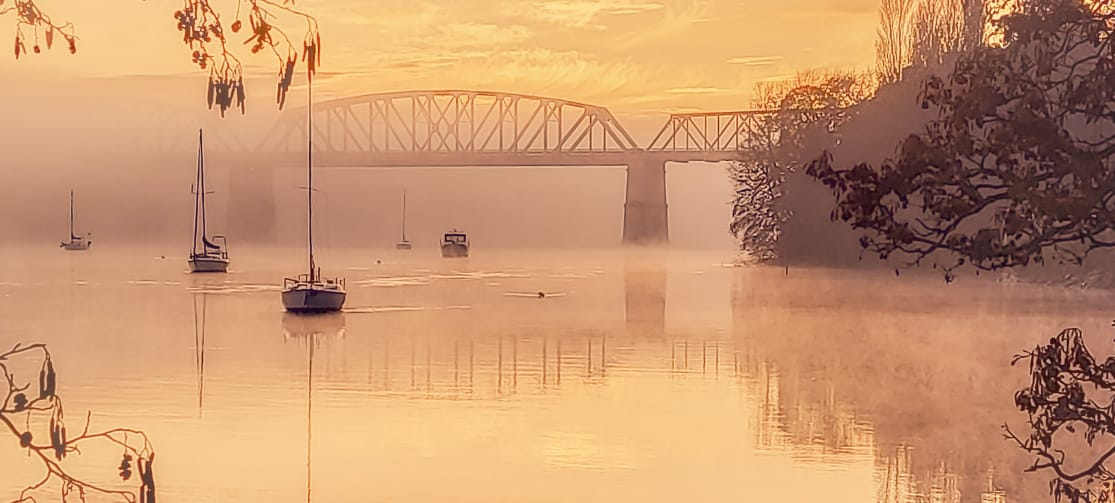
Puente Ferrocarretero, costanera de Viedma capital de Río Negro

La Comarca de Viedma-Carmen de Patagones es la aglomeración urbana constituida por la ciudad capital de la provincia argentina de Río Negro, Viedma y la ciudad de Carmen de Patagones, población más austral de la provincia de Buenos Aires. Se considera a la comarca como la ciudad existente más antigua de la Patagonia.

## Historia

### Inicios
Las actuales localidades de Viedma y Carmen de Patagones constituyeron una única entidad organizativa durante casi un siglo, desde la fundación del fuerte denominado Fuerte del Carmen el 22 de abril de 1779, hasta el 11 de octubre de 1878 al trazarse el límite entre la provincia de Buenos Aires y la Gobernación de la Patagonia en el río Negro.  
Desde los años 1850 la región del Fuerte ubicada al sur del río recibió la denominación de Mercedes de Patagones, en homenaje a la virgen de la Merced. En el año 1878 al separarse de Carmen de Patagones se convierte en la capital de la Gobernación de la Patagonia. El año siguiente, en 1879, es rebautizada bajo el nombre de Viedma, en homenaje a su fundador, Francisco de Viedma

### Proyecto de Capital Federal
Entre 1986 y 1989, durante la presidencia de Raúl Alfonsín, el Poder Ejecutivo Nacional intentó establecer la Capital Federal de Argentina en esta conurbación creando el Distrito Federal de Viedma - Carmen de Patagones, para ello se sancionó la ley 23.512 y se creó el Ente para la Construcción de la Nueva Capital - Empresa del Estado (ENTECAP). Sin embargo el proyecto fue desactivado en 1989 al llegar Carlos Menem a la presidencia.

### "Comarca" como concepto turístico
El 10 de diciembre de 1987, Horacio Massaccesi es electo como gobernador de la provincia de Río Negro. Dentro de su gabinete, se encontraba Antonio Torrejón como ministro de turismo, quien creó el concepto "Comarca Viedma-Patagones" enfatizando que ambas ciudades debían trabajar en conjunto para potenciarse turísticamente.
La palabra "comarca" deriva de "común"; se suele utilizar como una porción de tierra, más pequeña que una región, con elementos naturales, históricos o socioculturales en común. Viedma y Carmen de Patagones, si bien actualmente están separadas administrativamente, comparten una misma historia, una misma fundación y un mismo río. 
Hoy el término es utilizado más allá del ámbito turístico, resultando muy apropiado para referirse a las dos localidades como una misma.
Hechos comarcales de gran importancia del último tiempo fueron los eventos deportivos "La Patagones-Viedma" (entre 2012 y 2018), la restauración del Puente Ferrocarretero (2012-13) o la creación de una misma GIRSU -Gestión Integral de Residuos Sólidos Urbanos- (2019) para ambas localidades.
También poseen tres servicios de transporte público que unen ambas localidades: dos líneas de colectivos y un servicio de lanchas.

## Población
Actualmente el aglomerado se encuentra aumentando su densidad demográfica, para el censo de 2022 la población era de 73,322 habitantes (Indec, 2001). Para mediados de 2009 su población se había estimado en 75.000 habitantes. Esto la situó en la novena posición en la Patagonia argentina; siendo desplazada por Río Grande del octavo. 
| Viedma    | 59.993 | 52.789 | 46.948 | 40.398 | 24.346 | 12.888 | 7.253  | 4.683  | 3.166 | 1.061 |       |
| Patagones | s/d    | 20.533 | 18.189 | 17.075 | 14.096 | 10.587 | 7.478  | 5.423  | 5.203 | 2.096 | 1.690 |
| Total     |        | 73.322 | 65.137 | 57.473 | 38.442 | 23.475 | 14.731 | 10.106 | 8.369 | 2.751 | 1.690 |